# Llista de topònims de Bot
Llista de topònims (noms propis de lloc) del municipi de Bot, a la Terra Alta
Informació actualitzada per un bot. Els canvis manuals es perdran quan s'actualitzi!

## casa
| imatge | Nom              | Ubicat a | instància de | Detalls                     | coordenades                                                            | Protecció                                  | Commons (més fotos)  | Dades a WD                    |
| ------ | ---------------- | -------- | ------------ | --------------------------- | ---------------------------------------------------------------------- | ------------------------------------------ | -------------------- | ----------------------------- |
|        | Cal Ratat        | Bot      | casa         | Estil: arquitectura popular | 41° 00′ 33″ N, 0° 23′ 05″ E / 41.009133°N,0.384757°E                   | bé integrant del patrimoni cultural català |                      | Modifica les dades a Wikidata |
|        | Casa Freixes     | Bot      | casa         | Estil: arquitectura popular | 42° 31′ 02″ N, 1° 58′ 33″ E / 42.51708546662648°N,1.9759402697126824°E | bé integrant del patrimoni cultural català |                      | Modifica les dades a Wikidata |
|        | Casa Mariet      | Bot      | casa         | Estil: arquitectura popular | 41° 00′ 31″ N, 0° 23′ 05″ E / 41.008478°N,0.384743°E                   | bé integrant del patrimoni cultural català |                      | Modifica les dades a Wikidata |
|        | Casa Paladella   | Bot      | casa         |                             | 41° 00′ 31″ N, 0° 23′ 07″ E / 41.008521°N,0.385259°E                   | bé integrant del patrimoni cultural català | Casa Paladella (Bot) | Modifica les dades a Wikidata |
|        | Casa Valls       | Bot      | casa         | Estil: arquitectura popular | 41° 00′ 33″ N, 0° 23′ 06″ E / 41.00915°N,0.385097°E                    | bé integrant del patrimoni cultural català |                      | Modifica les dades a Wikidata |
|        | Casa el Manso    | Bot      | casa         | Estil: arquitectura popular | 41° 00′ 33″ N, 0° 23′ 02″ E / 41.009073°N,0.38392°E                    | bé integrant del patrimoni cultural català |                      | Modifica les dades a Wikidata |
|        | Casa l'Estudiant | Bot      | casa         | Estil: arquitectura popular | 41° 00′ 33″ N, 0° 22′ 59″ E / 41.009104°N,0.383088°E                   | bé integrant del patrimoni cultural català |                      | Modifica les dades a Wikidata |

## cova
| imatge | Nom                 | Ubicat a | instància de | Detalls | coordenades                                                          | Protecció | Commons (més fotos) | Dades a WD                    |
| ------ | ------------------- | -------- | ------------ | ------- | -------------------------------------------------------------------- | --------- | ------------------- | ----------------------------- |
|        | cova d'en Colom     | Bot      | cova         |         | 40° 59′ 20″ N, 0° 23′ 40″ E / 40.9888642721038°N,0.394417995977669°E |           |                     | Modifica les dades a Wikidata |
|        | cova de Carlets     | Bot      | cova         |         | 40° 59′ 37″ N, 0° 23′ 36″ E / 40.99350260336°N,0.393212936027866°E   |           |                     | Modifica les dades a Wikidata |
|        | cova de la Portella | Bot      | cova         |         | 40° 59′ 11″ N, 0° 23′ 35″ E / 40.9862784881619°N,0.393188596494985°E |           |                     | Modifica les dades a Wikidata |
|        | cova de les Roques  | Bot      | cova         |         | 40° 59′ 37″ N, 0° 22′ 56″ E / 40.9935662795442°N,0.382119397721019°E |           |                     | Modifica les dades a Wikidata |
|        | cova del Trullet    | Bot      | cova         |         | 40° 59′ 30″ N, 0° 22′ 55″ E / 40.9916430514036°N,0.381910233943613°E |           |                     | Modifica les dades a Wikidata |

## curs d'aigua
| imatge | Nom            | Ubicat a                                                                  | instància de | Detalls                 | coordenades                                                                                             | Protecció | Commons (més fotos) | Dades a WD                    |
| ------ | -------------- | ------------------------------------------------------------------------- | ------------ | ----------------------- | --- | --------- | ------------------- | ----------------------------- |
|        | el Canaletes   | Horta de Sant Joan Bot Prat de Comte Gandesa el Pinell de Brai Benifallet | curs d'aigua | Desemboca: Ebre         | 40° 53′ 03″ N, 0° 21′ 33″ E / 40.88405°N,0.359131°E 40° 57′ 44″ N, 0° 30′ 33″ E / 40.96218°N,0.509157°E |           | El Canaletes        | Modifica les dades a Wikidata |
|        | riu de Gandesa | Gandesa Bot                                                               | curs d'aigua | Desemboca: el Canaletes | 41° 00′ 25″ N, 0° 23′ 30″ E / 41.006944444444°N,0.39166666666667°E                                      |           |                     | Modifica les dades a Wikidata |

## església
| imatge | Nom                              | Ubicat a | instància de    | Detalls                                                       | coordenades                                                                                            | Protecció                   | Commons (més fotos)        | Dades a WD                    |
| ------ | -------------------------------- | -------- | --------------- | ------------------------------------------------------------- | --- | --------------------------- | -------------------------- | ----------------------------- |
|        | Ermita de Sant Josep             | Bot      | església ermita | Estil: arquitectura barroca arquitectura popular 18th century | 41° 00′ 15″ N, 0° 23′ 35″ E / 41.0042°N,0.393194°E ca:Dalt d'un turó al peu del riu Canaletes 290 msnm | bé cultural d'interès local | Ermita de Sant Josep (Bot) | Modifica les dades a Wikidata |
|        | església parroquial de Sant Blai | Bot      | església        |                                                               | 41° 00′ 34″ N, 0° 23′ 05″ E / 41.009354°N,0.384824°E                                                   | bé cultural d'interès local |                            | Modifica les dades a Wikidata |

## font
| imatge | Nom                | Ubicat a | instància de | Detalls | coordenades                                                          | Protecció | Commons (més fotos) | Dades a WD                    |
| ------ | ------------------ | -------- | ------------ | ------- | -------------------------------------------------------------------- | --------- | ------------------- | ----------------------------- |
|        | font de Manyà      | Bot      | font         |         | 40° 59′ 25″ N, 0° 21′ 57″ E / 40.9902389024326°N,0.365752121626495°E |           |                     | Modifica les dades a Wikidata |
|        | font del Ferrasset | Bot      | font         |         | 40° 59′ 59″ N, 0° 22′ 59″ E / 40.9997288466576°N,0.382992941605317°E |           |                     | Modifica les dades a Wikidata |
|        | font dels Bassiols | Bot      | font         |         | 41° 00′ 52″ N, 0° 21′ 45″ E / 41.014331095628°N,0.36237694974078°E   |           |                     | Modifica les dades a Wikidata |

## granja
| imatge | Nom               | Ubicat a | instància de | Detalls | coordenades                                                          | Protecció | Commons (més fotos) | Dades a WD                    |
| ------ | ----------------- | -------- | ------------ | ------- | -------------------------------------------------------------------- | --------- | ------------------- | ----------------------------- |
|        | Granja de Briets  | Bot      | granja       |         | 41° 01′ 27″ N, 0° 23′ 24″ E / 41.0241980943893°N,0.390027831762094°E |           |                     | Modifica les dades a Wikidata |
|        | Granja de Riello  | Bot      | granja       |         | 41° 01′ 46″ N, 0° 22′ 30″ E / 41.029484507949°N,0.374939608167058°E  |           |                     | Modifica les dades a Wikidata |
|        | Granja del Morrut | Bot      | granja       |         | 41° 00′ 47″ N, 0° 20′ 58″ E / 41.0129585595377°N,0.34944794663718°E  |           |                     | Modifica les dades a Wikidata |

## masia
| imatge | Nom                       | Ubicat a | instància de | Detalls                     | coordenades                                                          | Protecció                                  | Commons (més fotos) | Dades a WD                    |
| ------ | ------------------------- | -------- | ------------ | --------------------------- | -------------------------------------------------------------------- | ------------------------------------------ | ------------------- | ----------------------------- |
|        | Caseta del Pollo          | Bot      | masia        |                             | 41° 02′ 19″ N, 0° 21′ 18″ E / 41.0386131730151°N,0.355067960874711°E |                                            |                     | Modifica les dades a Wikidata |
|        | Hort de Pollo             | Bot      | masia        | Estil: arquitectura popular | 41° 00′ 12″ N, 0° 23′ 12″ E / 41.003396°N,0.386545°E                 | bé integrant del patrimoni cultural català |                     | Modifica les dades a Wikidata |
|        | Mas Cardó                 | Bot      | masia        |                             | 41° 01′ 00″ N, 0° 22′ 23″ E / 41.0167863105763°N,0.373030120902368°E |                                            |                     | Modifica les dades a Wikidata |
|        | Mas d'Amades              | Bot      | masia        |                             | 41° 01′ 06″ N, 0° 21′ 20″ E / 41.01832928017°N,0.355440086333708°E   |                                            |                     | Modifica les dades a Wikidata |
|        | Mas d'Emetèrio            | Bot      | masia        |                             | 41° 01′ 59″ N, 0° 20′ 11″ E / 41.0329256039624°N,0.336514302980736°E |                                            |                     | Modifica les dades a Wikidata |
|        | Mas d'en Sanç             | Bot      | masia        |                             | 41° 01′ 22″ N, 0° 22′ 52″ E / 41.0227815185455°N,0.381188017717443°E |                                            |                     | Modifica les dades a Wikidata |
|        | Mas de Batea              | Bot      | masia        |                             | 41° 02′ 27″ N, 0° 20′ 16″ E / 41.0409617555131°N,0.337772288341233°E |                                            |                     | Modifica les dades a Wikidata |
|        | Mas de Bellida            | Bot      | masia        |                             | 41° 01′ 45″ N, 0° 22′ 02″ E / 41.0290322365402°N,0.367357406693457°E |                                            |                     | Modifica les dades a Wikidata |
|        | Mas de Bel·la             | Bot      | masia        |                             | 41° 00′ 24″ N, 0° 21′ 29″ E / 41.0065983479043°N,0.358013961669274°E |                                            |                     | Modifica les dades a Wikidata |
|        | Mas de Briets             | Bot      | masia        |                             | 41° 01′ 18″ N, 0° 22′ 22″ E / 41.021774352697°N,0.37278298844817°E   |                                            |                     | Modifica les dades a Wikidata |
|        | Mas de Ca Leonor          | Bot      | masia        |                             | 41° 00′ 54″ N, 0° 20′ 44″ E / 41.0150854776813°N,0.345593090697975°E |                                            |                     | Modifica les dades a Wikidata |
|        | Mas de Casa Castany       | Bot      | masia        |                             | 41° 01′ 10″ N, 0° 22′ 01″ E / 41.0193682778649°N,0.36698140937637°E  |                                            |                     | Modifica les dades a Wikidata |
|        | Mas de Casa Grapissets    | Bot      | masia        |                             | 41° 01′ 15″ N, 0° 21′ 53″ E / 41.0207498853249°N,0.364773832450845°E |                                            |                     | Modifica les dades a Wikidata |
|        | Mas de Cisco de Valls     | Bot      | masia        |                             | 41° 00′ 14″ N, 0° 21′ 44″ E / 41.0037750726222°N,0.362157265850237°E |                                            |                     | Modifica les dades a Wikidata |
|        | Mas de Confit             | Bot      | masia        |                             | 41° 02′ 02″ N, 0° 20′ 13″ E / 41.0340074095827°N,0.336946459082936°E |                                            |                     | Modifica les dades a Wikidata |
|        | Mas de Gabriela           | Bot      | masia        |                             | 41° 02′ 39″ N, 0° 21′ 49″ E / 41.044080706012°N,0.36356791347832°E   |                                            |                     | Modifica les dades a Wikidata |
|        | Mas de Gandesol           | Bot      | masia        |                             | 41° 00′ 40″ N, 0° 20′ 56″ E / 41.0110786334137°N,0.348774234506051°E |                                            |                     | Modifica les dades a Wikidata |
|        | Mas de Grabicets          | Bot      | masia        |                             | 41° 01′ 52″ N, 0° 21′ 36″ E / 41.0311936962826°N,0.359873032123647°E |                                            |                     | Modifica les dades a Wikidata |
|        | Mas de Grapissets         | Bot      | masia        |                             | 41° 00′ 56″ N, 0° 21′ 16″ E / 41.0155247059448°N,0.354505885612717°E |                                            |                     | Modifica les dades a Wikidata |
|        | Mas de Guillem            | Bot      | masia        |                             | 41° 01′ 14″ N, 0° 21′ 22″ E / 41.0206667379779°N,0.356036281251101°E |                                            |                     | Modifica les dades a Wikidata |
|        | Mas de Joanet de Capaçots | Bot      | masia        |                             | 41° 00′ 52″ N, 0° 21′ 38″ E / 41.0144644390531°N,0.360505830202073°E |                                            |                     | Modifica les dades a Wikidata |
|        | Mas de Manelet            | Bot      | masia        |                             | 41° 00′ 59″ N, 0° 21′ 23″ E / 41.0164892058984°N,0.356500731257114°E |                                            |                     | Modifica les dades a Wikidata |
|        | Mas de Maranyà            | Bot      | masia        |                             | 40° 59′ 07″ N, 0° 21′ 27″ E / 40.985399566867°N,0.35758795263388°E   |                                            |                     | Modifica les dades a Wikidata |
|        | Mas de Maurício           | Bot      | masia        |                             | 41° 00′ 27″ N, 0° 21′ 02″ E / 41.0074013104823°N,0.35062199638361°E  |                                            |                     | Modifica les dades a Wikidata |
|        | Mas de Mescondo           | Bot      | masia        |                             | 41° 01′ 02″ N, 0° 22′ 01″ E / 41.0172217034688°N,0.36685289614846°E  |                                            |                     | Modifica les dades a Wikidata |
|        | Mas de Pacol              | Bot      | masia        |                             | 41° 01′ 42″ N, 0° 20′ 36″ E / 41.0283897257815°N,0.343298226951139°E |                                            |                     | Modifica les dades a Wikidata |
|        | Mas de Pequenyo           | Bot      | masia        |                             | 41° 00′ 58″ N, 0° 21′ 08″ E / 41.016055289002°N,0.352118236091062°E  |                                            |                     | Modifica les dades a Wikidata |
|        | Mas de Pollo              | Bot      | masia        |                             | 41° 00′ 13″ N, 0° 23′ 12″ E / 41.0034779346769°N,0.386660992880972°E |                                            |                     | Modifica les dades a Wikidata |
|        | Mas de Redó               | Bot      | masia        |                             | 41° 02′ 51″ N, 0° 21′ 43″ E / 41.0476346061873°N,0.361987579837133°E |                                            |                     | Modifica les dades a Wikidata |
|        | Mas de Riello             | Bot      | masia        |                             | 41° 01′ 51″ N, 0° 23′ 25″ E / 41.0309495281576°N,0.390260607414956°E |                                            |                     | Modifica les dades a Wikidata |
|        | Mas de Salvador           | Bot      | masia        |                             | 41° 01′ 37″ N, 0° 20′ 10″ E / 41.0270323103694°N,0.336002667195951°E |                                            |                     | Modifica les dades a Wikidata |
|        | Mas de Teto               | Bot      | masia        |                             | 41° 00′ 29″ N, 0° 20′ 56″ E / 41.008164466607°N,0.348950577693212°E  |                                            |                     | Modifica les dades a Wikidata |
|        | Mas de Tonet              | Bot      | masia        |                             | 41° 00′ 41″ N, 0° 21′ 46″ E / 41.0114244353573°N,0.36266054939821°E  |                                            |                     | Modifica les dades a Wikidata |
|        | Mas de Vives              | Bot      | masia        |                             | 41° 00′ 38″ N, 0° 20′ 53″ E / 41.0105108519906°N,0.347976566850742°E |                                            |                     | Modifica les dades a Wikidata |
|        | Mas de l'Aubardoner       | Bot      | masia        |                             | 41° 00′ 22″ N, 0° 21′ 06″ E / 41.0060837405183°N,0.351685429191786°E |                                            |                     | Modifica les dades a Wikidata |
|        | Mas del Blau              | Bot      | masia        |                             | 41° 01′ 29″ N, 0° 21′ 57″ E / 41.0247923692493°N,0.365885137455436°E |                                            |                     | Modifica les dades a Wikidata |
|        | Mas del Claro             | Bot      | masia        |                             | 41° 02′ 15″ N, 0° 22′ 35″ E / 41.0375143625208°N,0.376333339662542°E |                                            |                     | Modifica les dades a Wikidata |
|        | Mas del Fuster            | Bot      | masia        |                             | 41° 02′ 20″ N, 0° 22′ 37″ E / 41.0388373135231°N,0.37707777883645°E  |                                            |                     | Modifica les dades a Wikidata |
|        | Mas del Manescal          | Bot      | masia        |                             | 41° 02′ 32″ N, 0° 22′ 36″ E / 41.0421985024124°N,0.376753904393028°E |                                            |                     | Modifica les dades a Wikidata |
|        | Mas del Mústio            | Bot      | masia        |                             | 41° 02′ 25″ N, 0° 21′ 43″ E / 41.0403490190921°N,0.36202889049076°E  |                                            |                     | Modifica les dades a Wikidata |
|        | Mas del Ninyo             | Bot      | masia        |                             | 41° 00′ 36″ N, 0° 21′ 09″ E / 41.0098822626195°N,0.352365558482706°E |                                            |                     | Modifica les dades a Wikidata |
|        | Mas del Perxe             | Bot      | masia        |                             | 41° 00′ 38″ N, 0° 20′ 38″ E / 41.0105151278524°N,0.343862286607303°E |                                            |                     | Modifica les dades a Wikidata |
|        | Mas del Pollo             | Bot      | masia        |                             | 41° 02′ 11″ N, 0° 21′ 34″ E / 41.0362757273528°N,0.359574689966763°E |                                            |                     | Modifica les dades a Wikidata |
|        | Mas del Ros               | Bot      | masia        |                             | 41° 00′ 24″ N, 0° 21′ 21″ E / 41.0065503768813°N,0.35592327633182°E  |                                            |                     | Modifica les dades a Wikidata |
|        | Mas del Xut               | Bot      | masia        |                             | 41° 01′ 19″ N, 0° 21′ 02″ E / 41.0220520877319°N,0.350474576623304°E |                                            |                     | Modifica les dades a Wikidata |
|        | Maset de Valls            | Bot      | masia        |                             | 41° 00′ 12″ N, 0° 21′ 50″ E / 41.0034019214863°N,0.363955539428679°E |                                            |                     | Modifica les dades a Wikidata |
|        | Sénia Loscos              | Bot      | masia        |                             | 41° 00′ 43″ N, 0° 23′ 19″ E / 41.0119361981592°N,0.388680942878649°E |                                            |                     | Modifica les dades a Wikidata |
|        | Venta de Morellet         | Bot      | masia        |                             | 41° 01′ 46″ N, 0° 21′ 48″ E / 41.0295451741297°N,0.363400065750909°E |                                            |                     | Modifica les dades a Wikidata |
|        | el Mas                    | Bot      | masia        |                             | 41° 02′ 08″ N, 0° 21′ 39″ E / 41.0354491883591°N,0.360844820277652°E |                                            |                     | Modifica les dades a Wikidata |

## muntanya
| imatge | Nom                  | Ubicat a               | instància de | Detalls | coordenades                                                         | Protecció | Commons (més fotos) | Dades a WD                    |
| ------ | -------------------- | ---------------------- | ------------ | ------- | ------------------------------------------------------------------- | --------- | ------------------- | ----------------------------- |
|        | Agulla de Bot        | Prat de Comte Bot      | muntanya     |         | 41° 00′ 09″ N, 0° 24′ 31″ E / 41.0024°N,0.408725°E 518 msnm         |           | Agulla de Bot       | Modifica les dades a Wikidata |
|        | Lo Birlot            | Prat de Comte Bot      | muntanya     |         | 40° 58′ 53″ N, 0° 23′ 10″ E / 40.9814°N,0.386228°E 565.8 msnm       |           |                     | Modifica les dades a Wikidata |
|        | Mola dels Buscarrons | Horta de Sant Joan Bot | muntanya     |         | 40° 58′ 31″ N, 0° 22′ 30″ E / 40.9754°N,0.3751°E 586.9 msnm         |           |                     | Modifica les dades a Wikidata |
|        | Rocamala             | Bot Prat de Comte      | muntanya     |         | 40° 59′ 34″ N, 0° 23′ 52″ E / 40.992862°N,0.397732°E 621 621.3 msnm |           |                     | Modifica les dades a Wikidata |
|        | Tossal del Moro      | Bot                    | muntanya     |         | 41° 00′ 05″ N, 0° 22′ 00″ E / 41.0013°N,0.366583°E 353.7 msnm       |           |                     | Modifica les dades a Wikidata |
|        | la Plana             | Bot                    | muntanya     |         | 41° 00′ 18″ N, 0° 24′ 15″ E / 41.0051°N,0.40425°E 220 msnm          |           |                     | Modifica les dades a Wikidata |

## serra
| imatge | Nom                   | Ubicat a    | instància de | Detalls | coordenades                                                             | Protecció | Commons (més fotos) | Dades a WD                    |
| ------ | --------------------- | ----------- | ------------ | ------- | ----------------------------------------------------------------------- | --------- | ------------------- | ----------------------------- |
|        | serra d'Entrebarrancs | Bot Gandesa | serra        |         | 41° 01′ 28″ N, 0° 24′ 51″ E / 41.0245°N,0.414056°E 413.1 msnm           |           |                     | Modifica les dades a Wikidata |
|        | serra dels Pesells    | Bot Caseres | serra        |         | 41° 01′ 04″ N, 0° 20′ 12″ E / 41.01775111°N,0.33669444°E 541 541.3 msnm |           |                     | Modifica les dades a Wikidata |

## Misc
| imatge | Nom                      | Ubicat a | instància de                                   | Detalls                                                 | coordenades                                                          | Protecció                                  | Commons (més fotos)  | Dades a WD                    |
| ------ | ------------------------ | -------- | ---------------------------------------------- | ------------------------------------------------------- | -------------------------------------------------------------------- | ------------------------------------------ | -------------------- | ----------------------------- |
|        | Antic Celler Cooperatiu  | Bot      | edifici celler                                 | Arquitecte: Cèsar Martinell i Brunet Estil: noucentisme | 41° 00′ 32″ N, 0° 22′ 55″ E / 41.008803°N,0.381916°E                 | bé integrant del patrimoni cultural català |                      | Modifica les dades a Wikidata |
|        | Antiga estació de Bot    | Bot      | estació de ferrocarril                         |                                                         | 41° 00′ 26″ N, 0° 23′ 07″ E / 41.007195°N,0.385288°E                 |                                            | Bot train station    | Modifica les dades a Wikidata |
|        | Bot                      | Bot      | entitat singular de població capital municipal | 552 hab                                                 | 41° 00′ 33″ N, 0° 23′ 02″ E / 41.00916°N,0.38392°E 288 msnm          |                                            |                      | Modifica les dades a Wikidata |
|        | Pont del Canaletes       | Bot      | pont                                           |                                                         | 40° 59′ 58″ N, 0° 22′ 49″ E / 40.9994499685246°N,0.380233949444158°E |                                            |                      | Modifica les dades a Wikidata |
|        | casa consistorial de Bot | Bot      | casa consistorial                              |                                                         | 41° 00′ 32″ N, 0° 23′ 05″ E / 41.0090247°N,0.384773°E                |                                            |                      | Modifica les dades a Wikidata |
|        | la Creu del Fossar       | Bot      | creu de terme                                  | Estil: arquitectura popular                             | 41° 00′ 44″ N, 0° 22′ 55″ E / 41.012108°N,0.382046°E                 | bé integrant del patrimoni cultural català | Creu templera de Bot | Modifica les dades a Wikidata |
|        | la Pedrera               | Bot      | pedrera                                        |                                                         | 40° 59′ 30″ N, 0° 23′ 45″ E / 40.9915634011447°N,0.395880766111947°E |                                            |                      | Modifica les dades a Wikidata |